# Mount Tedrow
Mount Tedrow ist ein 1490 m hoher Berg in der antarktischen Ross Dependency. In der Queen Elizabeth Range des Transantarktischen Gebirges ragt er an der Ostflanke der Mündung des DeBreuck-Gletschers in den Kent-Gletscher auf.
Der United States Geological Survey kartierte ihn anhand eigener Tellurometervermessungen und Luftaufnahmen der United States Navy aus den Jahren von 1960 bis 1962. Das Advisory Committee on Antarctic Names benannte ihn 1966 nach Jack V. Tedrow (1917–2001), der von 1959 bis 1960 und von 1960 bis 1961 als Glaziologe im Rahmen des United States Antarctic Research Program auf der McMurdo-Station tätig war.